# Je t'aime, un peu, beaucoup...
Pour plus de détails, voir Fiche technique et Distribution.
Je t'aime, un peu, beaucoup... (Do I Love You?) est un film britannique de 2002 écrit et réalisé par Lisa Gornick.

## Fiche technique
- Titre : Je t'aime, un peu, beaucoup...
- Titre original : Do I Love You?
- Réalisation : Lisa Gornick
- Scénario : Lisa Gornick
- Producteur :
- Production :
- Musique :
- Pays d'origine :  Royaume-Uni
- Langue d'origine : anglais
- Lieux de tournage : Londres, Angleterre, Royaume-Uni
- Genre : Comédie dramatique, romance saphique
- Durée : 73 minutes (1 h 13)
- Dates de sortie : 
  -  Norvège 20 octobre 2002 au Festival international du film de Bergen
  -  Royaume-Uni
    - 11 avril 2003 au London Lesbian and Gay Film Festival
    - 23 avril 2004

  -  Allemagne 25 avril 2003 (Britspotting (de))
  -  États-Unis
    - 21 juin 2003 au Festival du film Frameline
    - 20 octobre 2003 au Seattle Lesbian & Gay Film Festival (en)

  -  Irlande 18 octobre 2003 (Cork International Film Festival)
  -  Danemark 23 octobre 2003 au MIX Copenhagen
  -  France
    - 7 novembre 2003 au Cineffable de Paris
    - 27 mars 2004 (Bordeaux Gay and Lesbian Film Festival)
    - 8 juin 2005 (DVD première)

  -  Canada 21 mai 2004 au festival Inside Out
  -  Japon 17 juillet 2004 au Tokyo International Lesbian & Gay Film Festival
  -  République tchèque 12 novembre 2004 au Mezipatra

## Distribution
- Lisa Gornick : Marina
- Raquel Cassidy : Romy
- Harri Alexander : Lois
- Birgitta Bernhard : Maxine
- Darren Black : David
- Carmine Canuso : John
- Aimee Cowen : Petra
- Roger Irvin Dunn : Saul
- Brendan Gregory : Stefan
- Sophie Grimmer : Rachel
- Tracy Kashi : Monica
- Kiki Kendrick : Rita
- Olivia MacDonald : Vanessa
- Kathleen McGoldrick : Alice
- Catriona McLaughlin : Pippa
- Ruth Posner : Paula

## Distinction
- 2004 : Main Jury Award for Best Feature Film au Mezipatra